# Blanca van Navarra (Castilië)
Blanca van Navarra (Baskisch: Blanka Garzeitz, Spaans: Blanca Garcés; Laguardia, na 1133 — 12 augustus 1156), dochter van koning García IV Ramírez van Navarra en diens eerste vrouw Margaretha de l'Aigle, was koningin-gemalin van Castilië.
Blanca trouwde op 30 januari 1151 in Calahorra met Sancho III van Castilië, infant van Castilië (oudste zoon van Alfons VII van León en Castilië). Zoals gebruikelijk, bevestigde Blanca vervolgens samen met haar man oorkondes, zodat haar activiteiten tot 1155 kunnen worden gevolgd. Op 11 november 1155 baarde ze de toekomstige koning Alfons VIII. Er lijken geen verslagen meer te zijn van haar activiteiten na december 1155 en ze wordt gezegd op 12 augustus 1156 te zijn overleden. De doodsoorzaak lijken complicaties van een nieuwe zwangerschap, van een kind genaamd García, te zijn geweest. Daarnaast werden ook nog andere kinderen van haar begraven in de San Pedro-kerk in Soria, hoewel deze niet zijn geïdentificeerd. Dat haar dood verband hield met haar zwangerschap werd vermeld in een grafschrift dat op haar graf was aangebracht, maar dit opschrift overleefde een 16e-eeuwse reconstructie van de koninklijke graven in Nájera niet. Haar sarcofaagdeksel is evenwel bewaard gebleven en het stelt de koningin op haar sterfbed voor met de leden van het hof, waaronder haar echtgenoot, rouwend om haar heengaan. Blanca werd begraven in het pantheon van de Navarrese koningen in het klooster genaamd Santa María la Real van Nájera, aan hetwelk Sancho in haar naam schenkingen deed. De sarcofaag van de koningin wordt beschouwd als een vroeg voorbeeld van uitdrukking van menselijke emoties in 12e-eeuwse beeldende kunst. 
Blanca en Sancho hadden twee zonen waarvan we de naam kennen:
- Alfons VIII van Castilië
- infante García, die bij zijn geboorte in 1156 overleed en hiermee ook Blanca mee de dood insleepte.